# Naya Rivera
Naya Marie Rivera (Valencia, Kalifornia, 1987. január 12. – Lake Piru, Kalifornia, 2020. július 8.) amerikai színésznő, énekesnő, modell.

## Halála
2020. július 8-án a kaliforniai Santa Clarita közelében található Lake Piruban úszott, mikor elmerült és megfulladt. Négyéves fiát, Joseyt egyedül találták meg egy bérelt csónakban a tavon. Rivera holttestét öt napi keresés után találták meg.

## Filmjei
Mozifilmek
- Az álcázás mestere (The Master of Disguise) (2002)
- Frankenhood (2009)
- Lókötők listája (The Naughty List) (2013, hang)
- Home (2014)
- Mad Families (2017)

Tv-filmek
- House Blend (2002)
- Glee: Director's Cut Pilot Episode (2009)

Tv-sorozatok
- The Royal Family (1991–1992, 15 epizódban)
- Family Matters (1992–1993, három epizódban)
- Kaliforniába jöttem (The Fresh Prince of Bel-Air) (1993, egy epizódban)
- The Sinbad Show (1993, egy epizódban)
- Live Shot (1995, egy epizódban)
- Baywatch (1996, egy epizódban)
- Smart Guy (1997, 1999, két epizódban)
- The Jersey (1999, egy epizódban)
- Even Stevens (2002, egy epizódban)
- The Bernie Mac Show (2002–2006, 11 epizódban)
- Soul Food (2003, két epizódban)
- Pimaszok, avagy kamaszba nem üt a mennykő (8 Simple Rules... for Dating My Teenage Daughter) (2004, egy epizódban)
- Csajok (Girlfriends) (2008, egy epizódban)
- CSI: Miami helyszínelők (CSI: Miami) (2008, egy epizódban)
- Glee – Sztárok leszünk! (Glee) (2009–2015, 113 epizódban)
- Született szobalányok (Devious Maids) (2015, négy epizódban)
- Amerikai fater (American Dad!) (2016, hang, egy epizódban)
- Step Up: High Water (2018–2019, 20 epizódban)